# هانس گرهارد کروتسفلد
هانس گرهارد کروتسفلد (آلمانی: Hans Gerhard Creutzfeldt؛ ‏ ۲ ژوئن ۱۸۸۵ – ۳۰ دسامبر ۱۹۶۴) قاضی، عصب‌پژوه، استاد دانشگاه، متخصص اعصاب، روان‌پزشک و آسیب‌شناس عصبی اهل آلمان بود. با آنکه تصور عمومی بر آن است که وی نخستین تشریح‌کنندهٔ بیماری بیماری کروتزفلد جاکوب است، اما این موضوع مورد بحث و تردید است.
وی علوم پزشکی را در دانشگاه ینا و دانشگاه روستوک خواند و در سال ۱۹۰۹ فارغ‌التحصیل شد. وی در سال ۱۹۲۰ نشان شایستگی خود را دریافت داشت و در سال ۱۹۲۵ استاد برجستهٔ روان‌پزشکی و عصب‌شناسی شد.
در دوران آلمان نازی، او حامی مالی اس‌اس در سال‌های ۱۹۳۲ تا ۱۹۳۳ بود. با اینحال وقتی که ۵۴ ساله بود و جنگ جهانی دوم شروع شد، او توانست جان عده‌ای را در اردوگاه مرگ نجات دهد و حتی توانست جان تمامی بیمارانش را که قرار بود در برنامهٔ اتانازی عملیات تی۴ کشته شوند، نجات دهد. پس از جنگ او به مدت ۶ ماه رئیس دانشگاه کیل شد و بعد توسط نیروهای بریتانیایی کنار گذاشته شد. وی در سال از دانشگاه کیل کناره‌گیری کرد و استاد دانشگاه در مونیخ شد.